# Chợ Khau Vai

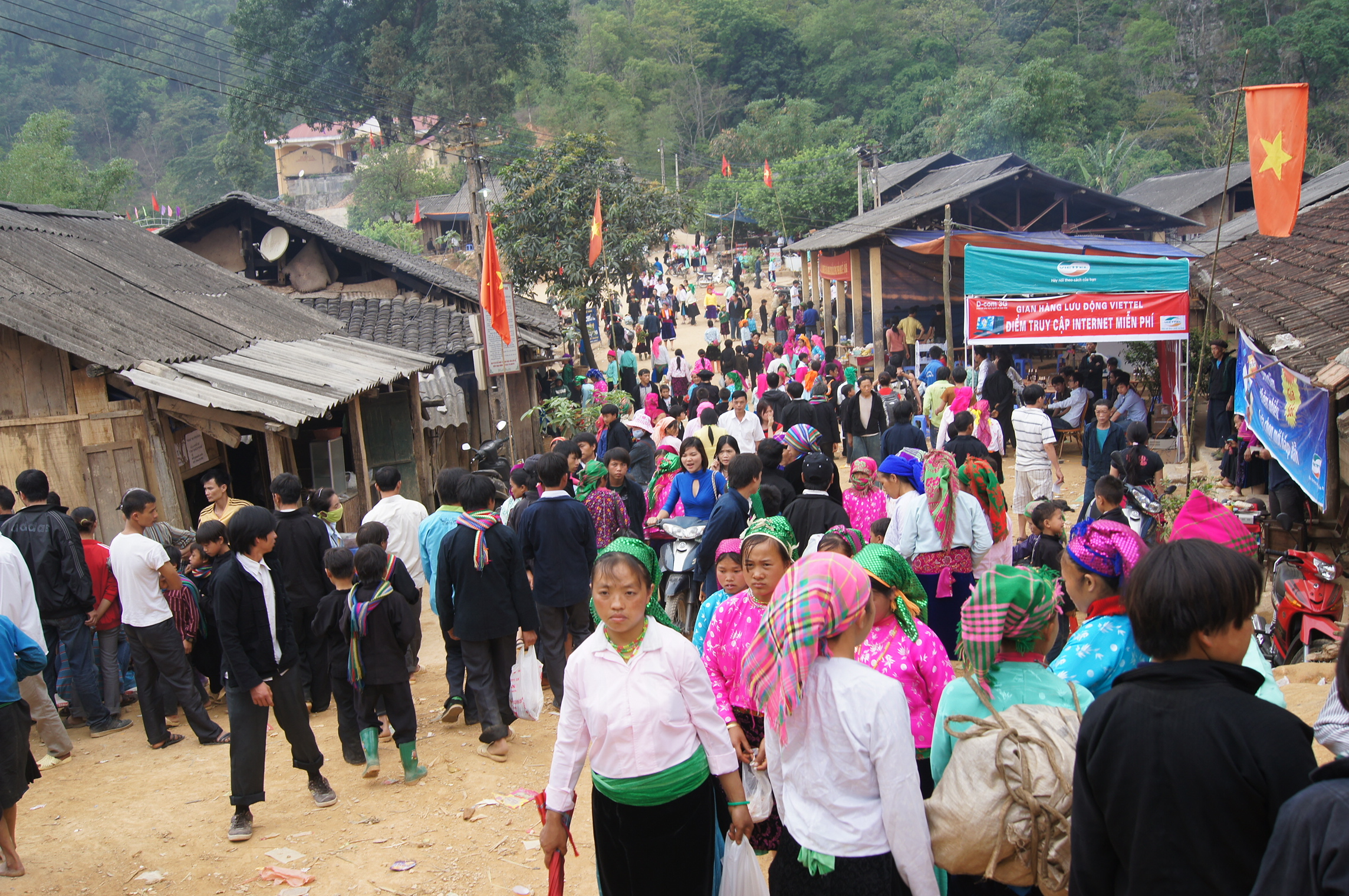
Quang cảnh chợ tình Khau Vai năm 2011

Chợ Khau Vai, còn gọi là chợ tình Khau Vai, là chợ lễ hội ở bản Khau Vai xã Khâu Vai huyện Mèo Vạc tỉnh Hà Giang, Việt Nam.
Tên gọi "Khau Vai" theo tiếng Tày - Nùng có nghĩa là "đèo Mây - dây Mây", tuy nhiên nhiều văn liệu đã ghi thành "Khâu Vai". Du khách có khi gọi chợ là chợ Phong Lưu. Hàng năm chợ chỉ họp một lần vào ngày 27 tháng 3 âm lịch. Chợ đã có từ gần 100 năm nay , trong đó có nguồn nói là từ năm 1919.
Lúc đầu chợ gần như không có người bán, người mua hàng hóa đúng nghĩa mà chỉ có một số người bán đồ ăn uống phục vụ cho những người về đây họp chợ. Vì đây là địa điểm để người ta tìm đến nhau, sau một năm (cũng có thể là nhiều năm) xa cách, chủ yếu là những người có mối tình trắc trở, yêu thương nhau thực sự, nhưng vì một lý do nào đó không lấy được nhau, nay mỗi người đều có duyên phận riêng của mình. Đúng ngày này, họ hẹn nhau về đây để tâm sự, thông báo cho nhau cuộc sống riêng của mỗi người, ôn lại những tình cảm xưa. Có rất nhiều đôi vợ chồng cùng nhau đến chợ; đến nơi, vợ đi tìm bạn của vợ, chồng đi tìm bạn của chồng, họ không ghen tuông, không bực bội, mà tôn trọng nhau, tôn trọng bạn của vợ, của chồng mình; họ coi đó là sự linh thiêng, là bổn phận và trách nhiệm trước cuộc sống tinh thần của người bạn đời.
Hiện nay, chợ tình Khau Vai đang bị thương mại hóa khiến nó mất dần đi vẻ mộc mạc vốn có và trở thành nơi bày bán đủ loại hàng hóa.